# Sorbus isenacensis
Sorbus isenacensis är en rosväxtart som beskrevs av R. Reuther. Sorbus isenacensis ingår i släktet oxlar, och familjen rosväxter. Inga underarter finns listade i Catalogue of Life.